# 住永翔
住永 翔（すみなが かける、1998年10月6日 - ）は、北海道三笠市出身のサッカー選手。ポジションはミッドフィールダー。JFL・ラインメール青森所属。

## 来歴
北海道三笠市出身で北海道コンサドーレ札幌U-15から青森山田高校へ進学。青森山田では主将として高円宮杯 JFA U-18サッカーリーグと全国高等学校サッカー選手権大会の2冠に貢献。高校卒業後は、明治大学へ進学。選手層が厚い名門でなかなか出番がなかったが、4年生になるとコンスタントに出場。2020年12月、AC長野パルセイロへの加入が内定した。
2021年3月21日、J3リーグ第2節のテゲバジャーロ宮崎戦でJリーグデビューを飾った。
2022年11月18日、AC長野パルセイロは契約期間の満了と来季に向けた契約更新を行わないことを発表。同年11月28日、カンセキスタジアムとちぎで行われたJリーグ合同トライアウトに出場した。
2022年12月23日にラインメール青森への移籍が発表された。

## 所属クラブ
- 三笠FC U-12
- 北海道コンサドーレ札幌U-15
- 青森山田高校
- 明治大学
- 2021年 - 2022年  AC長野パルセイロ
- 2023年 -   ラインメール青森

## 個人成績
| 国内大会個人成績 | 国内大会個人成績 | 国内大会個人成績 | 国内大会個人成績 | 国内大会個人成績 | 国内大会個人成績 | 国内大会個人成績 | 国内大会個人成績 | 国内大会個人成績 | 国内大会個人成績 | 国内大会個人成績 | 国内大会個人成績 |
| 年度             | クラブ           | 背番号           | リーグ           | リーグ戦         | リーグ戦         | リーグ杯         | リーグ杯         | オープン杯       | オープン杯       | 期間通算         | 期間通算         |
| 年度             | クラブ           | 背番号           | リーグ           | 出場             | 得点             | 出場             | 得点             | 出場             | 得点             | 出場             | 得点             |
| 日本             | 日本             | 日本             | 日本             | リーグ戦         | リーグ戦         | リーグ杯         | リーグ杯         | 天皇杯           | 天皇杯           | 期間通算         | 期間通算         |
| ---------------- | ---------------- | ---------------- | ---------------- | ---------------- | ---------------- | ---------------- | ---------------- | ---------------- | ---------------- | ---------------- | ---------------- |
| 2021             | 長野             | 22               | J3               | 21               | 0                | -                | -                | 1                | 0                | 22               | 0                |
| 2022             | 長野             | 22               | J3               | 10               | 0                | -                | -                | -                | -                | 10               | 0                |
| 2023             | 青森             | 4                | JFL              | 28               | 0                | -                | -                | -                | -                | 28               | 0                |
| 2024             | 青森             | 4                | JFL              | 26               | 0                | -                | -                | -                | -                | 26               | 0                |
| 2025             | 青森             | 4                | JFL              |                  |                  | -                | -                |                  |                  |                  |                  |
| 通算             | 日本             | 日本             | J3               | 31               | 0                | -                | -                | 1                | 0                | 32               | 0                |
| 通算             | 日本             | 日本             | JFL              | 54               | 0                | -                | -                | -                | -                | 54               | 0                |
| 総通算           | 総通算           | 総通算           | 総通算           | 85               | 0                | -                | -                | 1                | 0                | 86               | 0                |

- Jリーグ初出場 - 2021年3月21日 J3第2節 テゲバジャーロ宮崎戦（長野Uスタジアム）

## タイトル

### クラブ
青森山田高校
- 高円宮杯 JFA U-18サッカーリーグ（2016年）
- 全国高等学校サッカー選手権大会（2016年）

明治大学
- 関東大学サッカーリーグ戦（2020年）

### 個人
- 全国高等学校サッカー選手権大会・優秀選手（2016年）

## 代表歴
- U-19日本代表
  - トゥーロン国際大会（2017年）